# Christian Amatore
Christian Amatore (né le 9 décembre 1951 en Algérie) est un chimiste français, membre de l'Académie des sciences. Il est l'auteur de travaux en électrochimie.

## Biographie
Issu d'une famille modeste (sicilien par son père, suédois par sa mère), il passe une grande partie de son enfance en Algérie dans plusieurs villes de garnison de Laghouat, Hain-el-Adjar, Sidi Bel Abbès où son père est sous-officier de la Légion Étrangère. Il suit le conseil de son père « si tu es intelligent mais que tu n’as pas d’instruction, tu restes muet » et suit de brillantes études en Algérie puis en France où sa famille pied-noir est rapatriée : d'abord au lycée Pascal-Paoli à Corte, puis au lycée Thiers de Marseille où il effectue deux années de classes préparatoires,, et enfin à l'École normale supérieure où il obtient l'agrégation de chimie en 1974. À 18 ans, il opte pour la nationalité française. Chercheur CNRS, à la suite de sa thèse d'État décrochée à l'université de Paris-VII, il part deux années aux États-Unis comme Assistant Professor dans un laboratoire de recherche de chimie organométallique où il rencontre Mark Wightman à l'Université de l'Indiana avec lequel il a un rôle pionnier dans le développement des ultramicroélectrodes qu'il applique notamment dans des synapses artificielles. En 1984, il revient en France pour fonder son laboratoire à l'ENS et devient directeur du département de chimie à l'ENS en 1997. Il assure ces fonctions de direction jusqu'en 2006. Il est désormais également membre du State Key Laboratory of Physical Chemistry of Solid Surfaces, de Xiamen University (Chine).

## Décorations
- Chevalier de la Légion d'honneur en 2010[6],[7]
- Chevalier de l'ordre national du Mérite en 2006[6]
- Commandeur de l'ordre des Palmes académiques en 2023[8]

## Carrière
- Normalien (1971), agrégé de chimie (1974), docteur ès sciences (1979), docteur honoris causa de plusieurs universités européennes et asiatiques.
- Directeur de recherche au CNRS, professeur à l'ENS.
- Correspondant de l'Académie des sciences en avril 1996, membre en novembre 2002[9].
- Délégué à l’Éducation et à la Formation de l’Académie des Sciences (2011).